# Лароз, Гилберт
Гилберт Лароз (13 сентября 1942 года — 25 августа 2006 года) — канадский гимнаст. В 1963 году в Национальной ассоциации студенческого спорта чемпионом Мичиганского университетв в многоборье, выступал за Канаду на летних Олимпийских играх 1964 года и  летних Олимпийских играх 1968 года. Был первым гимнастом университета Мичигана, выигрывал приз ассоциации NCAA в многоборье.

## Биография
Гилберт Лароз родился 13 сентября 1942 года в Монреале.
Учился в школе Непорочного зачатия (Conception high school), где играл в школьной хоккейной команде. Он занимался прыжками на батуте и немного на других гимнастических снарядах, быстро набрал опыт и стал опытным гимнастом, победив в 1957 году на чемпионате Канады по спортивной гимнастике.
Он занимался спортивной гимнастикой и во время учебы в университете штата Мичиган.
Оставив спорт, Лароз вернулся в Монреаль, работал школьным учителем.
Позднее работал тренером в атлетической Ассоциации (OQAA) в Онтарио-Квебек. Умер в Монреале 25 августа 2006 года.

## Спортивные достижения
В 1963 году Гилберт стал чемпионом по спортивной гимнастике спортивной ассоциации NACC, выиграв индивидуальные соревнования в опорном прыжке и на перекладине. Затем последовательно выиграл три чемпионата ассоциации, что является не превзойденным рекордом (по состоянию на 2012 год). Участь в Мичиганском университете, в 1963 году выиграл командное первенство по мужской гимнастике.

## Олимпиада
Участник Олимпийских игр 1964 и 1968 годов.
В 1964 году соревновался в вольных упражнениях, на брусьях, кольцах, коне. В личном мужском многоборье занял 92 место.
В 1968 году на Олимпийских играх в Мехико соревновался также в вольных упражнениях, на брусьях, кольцах, коне. Занял 64 место в личном мужском многоборье и 16-е — в командных соревнованиях.